# Themiste alutacea
Themiste alutacea är en stjärnmaskart som först beskrevs av Grnbe och Anders Sandoe Oersted 1858.  Themiste alutacea ingår i släktet Themiste och familjen Themistidae. Inga underarter finns listade i Catalogue of Life.